# Яготин
Яготи́н (укр. Яготин) — город в Киевской области Украины. Входит в состав Бориспольского района. До 2020 года был административным центром упразднённого Яготинского района.

## Географическое положение
Находится на реке Супой (приток Днепра).

## История
До 1648 года местечко Яготин находилось в составе Киевского воеводства Речи Посполитой. После начала восстания Хмельницкого Яготин стал сотенным городом Переяславского полка. В 1654 году Яготин вошёл в состав Русского государства.
В 1790-е годы владелец Яготина граф Кирилл Разумовский построил здесь дворцово-парковый ансамбль, где проводил значительную часть времени.
Яков Сиверс, посетивший имение Разумовского летом 1796 года, писал оттуда следующее:
Около самого дома разведён небольшой регулярный липовый сад, далее фруктовый сад со множеством винограда. Мы ходили смотреть на мельницы и закончили прогулку тем, что меня более всего интересовало и понравилось, — именно шелковичным садом (это настоящий лес) и домом, где находятся шелковичные червяки. Сегодня мы осматривали плотину; это просто римская работа. Граф намерен обратить в озеро огромный луг, находящийся перед домом.

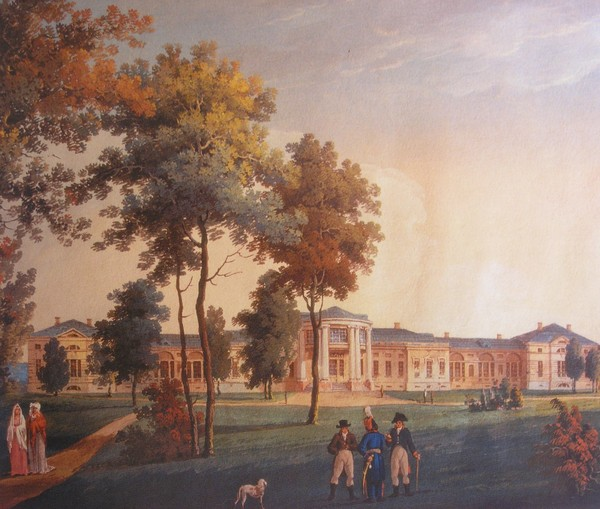
Усадьба Кирилла Разумовского в XIX веке

В XIX веке имение унаследовала графиня Варвара Разумовская, проживавшая здесь с мужем, малороссийским генерал-губернатором Н. Г. Репниным. Зимой 1843—1844 годов по приглашению княжны Варвары Репниной здесь гостил Тарас Шевченко.
С 1802 года Яготин в составе Пирятинского уезда Полтавской губернии, с 1861 года — волостной центр.
В 1812 г. был сформирован 6-й Полтавский кавалерийский казачий полк под командованием М. П. Свечки.
В 1899—1902 годах были построены железнодорожная станция и торфопредприятие.
В феврале 1918 года здесь была установлена Советская власть.
С марта 1923 года — районный центр.
25 октября 1938 года село Яготин отнесено к разряду посёлков городского типа.
В ходе Великой Отечественной войны в 1941 году 15 сентября Яготин был оккупирован немецкими войсками, 21 сентября 1943 года он был освобождён войсками 40-й армии Воронежского фронта.
В 1956 году здесь действовали сахарный комбинат, маслодельный завод, мельница, средняя школа, семилетняя школа, начальная школа, Дом культуры, клуб пионеров и две библиотеки.
В 1957 году Яготин получил статус города в результате объединения с расположенным южнее посёлком Лесняки.
В начале 1985 года здесь действовали опытно-механический завод, завод облегчённых конструкций, кирпичный завод, хлебный завод, маслодельный завод, завод продовольственных товаров, комбикормовый завод, сахарный завод ПО «Сахар», птицефабрика, элеватор, межколхозная строительная организация, райсельхозтехника, райсельхозхимия, комбинат бытового обслуживания, техучилище, 7 общеобразовательных школ, школа искусств, спортивная школа, больница, Дом культуры, два кинотеатра, пять библиотек, исторический музей и картинная галерея.
В 1980-е основой экономики являлись предприятия пищевой промышленности.
В мае 1995 года Кабинет министров Украины утвердил решение о приватизации находившихся в городе АТП-13251, сахарного завода и птицефабрики.

## Население
В январе 1959 года численность населения составляла 13 950 человек.
В январе 1989 года численность населения составляла 25 278 человек.
На 1 января 2013 года численность населения составляла 20 445 человек.

### Языковой состав
Родной язык населения по данным переписи 2001 года:
| Язык       | Численность, чел. | Доля     |
| ---------- | ----------------- | -------- |
| Украинский | 22 493            | 95,49 %  |
| Русский    | 971               | 4,12 %   |
| Другое     | 92                | 0,39 %   |
| Итого      | 23 556            | 100,00 % |

Украинский язык является единственным официальным и основным языком города.
По данным Государственной службы статистики Украины в 2023/24 учебном году все 237 624 учащихся в учреждениях общего среднего образования в Киевской области обучались в украиноязычных классах.

## Экономика
- Яготинский маслозавод
- Яготинское хлебоприёмное предприятие
- отделение № 3111 Сберегательного банка Украины
- районная типография

## Транспорт
- промежуточная железнодорожная станция Яготин[4][7] на линии Киев — Ромодан[3] Юго-Западной железной дороги

## Галерея

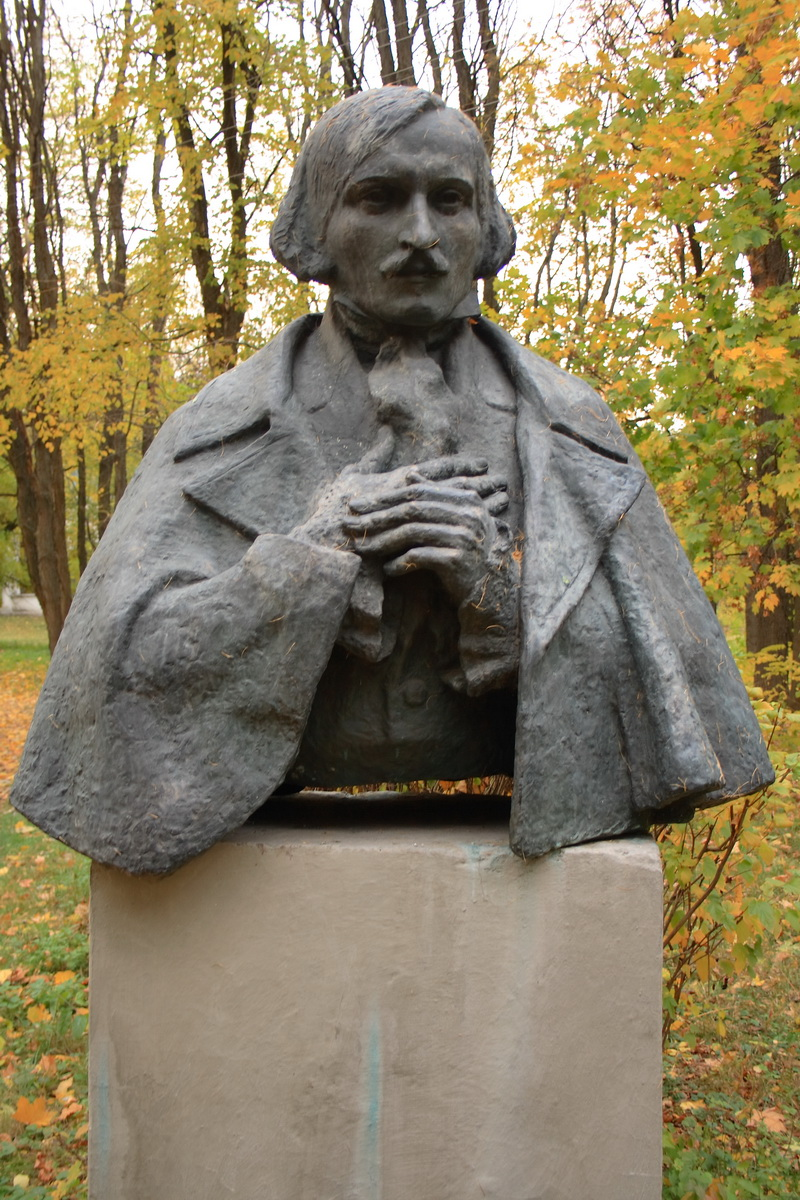
Памятник Николаю Гоголю
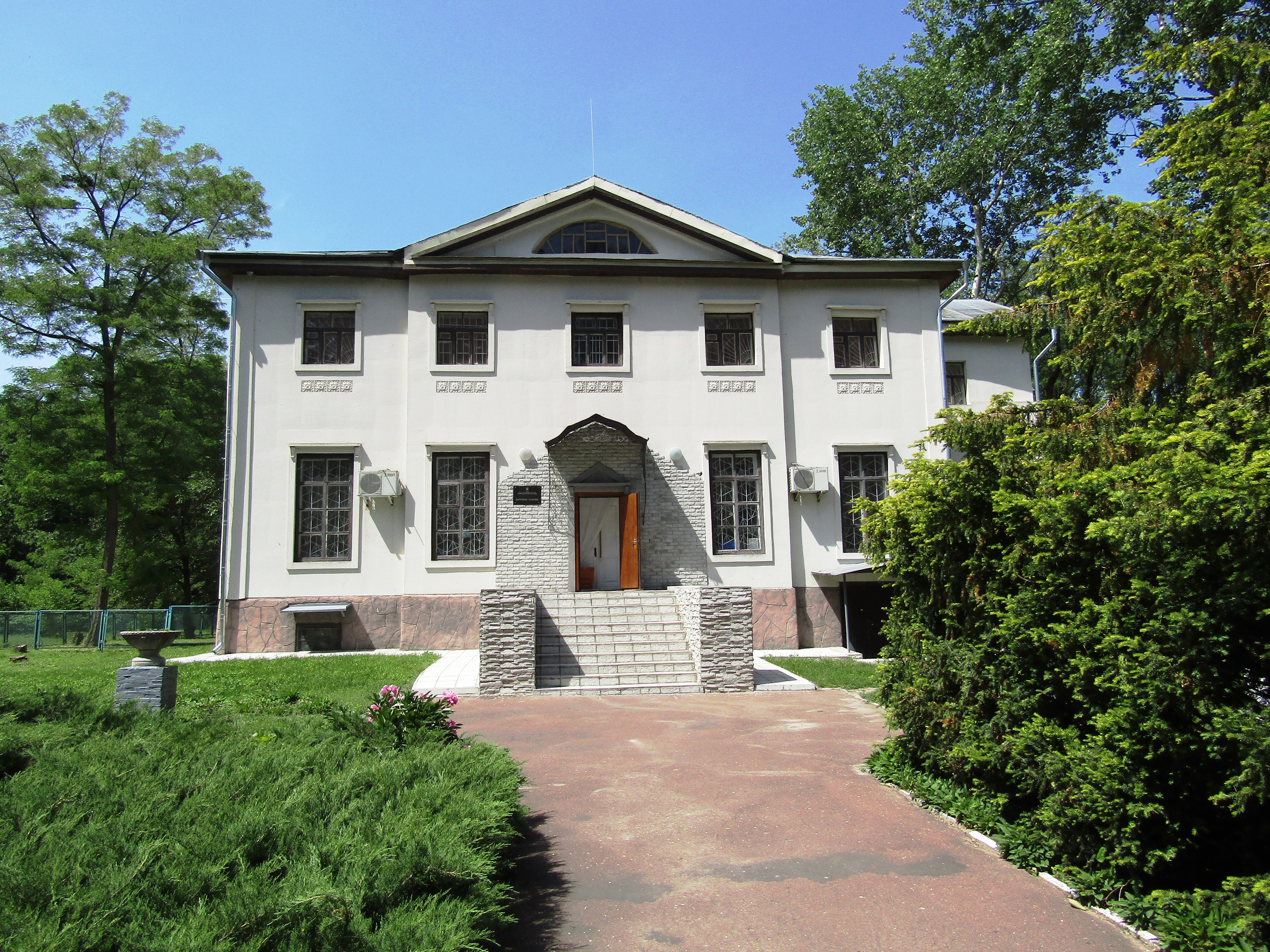
Яготинская картинная галерея им. Екатерины Белокур
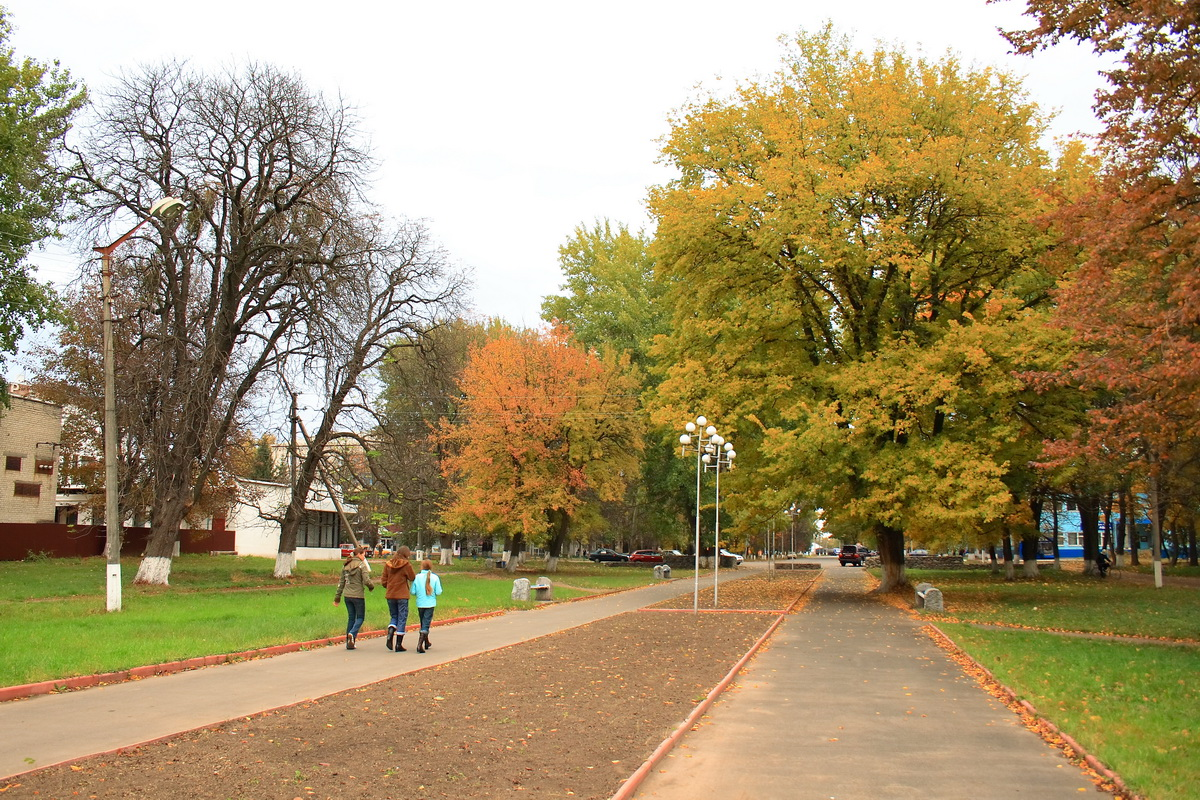
Аллея Славы
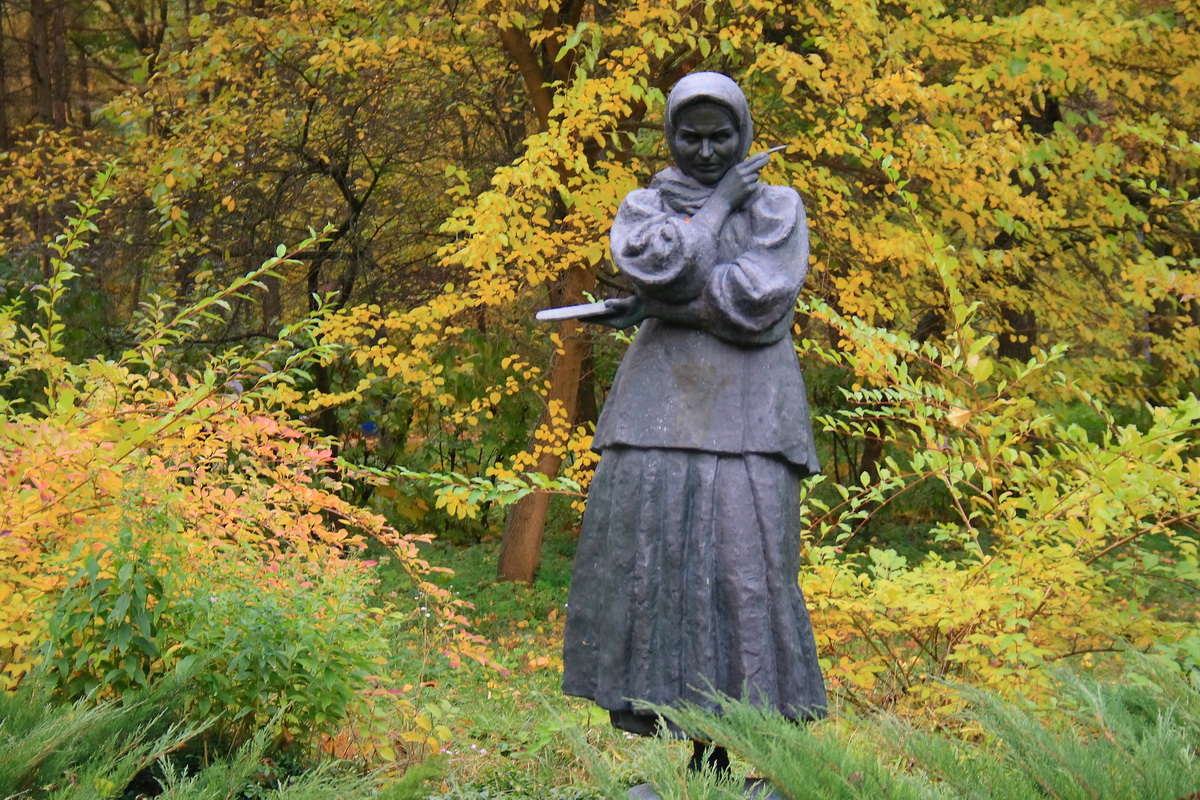
Памятник Екатерине Белокур
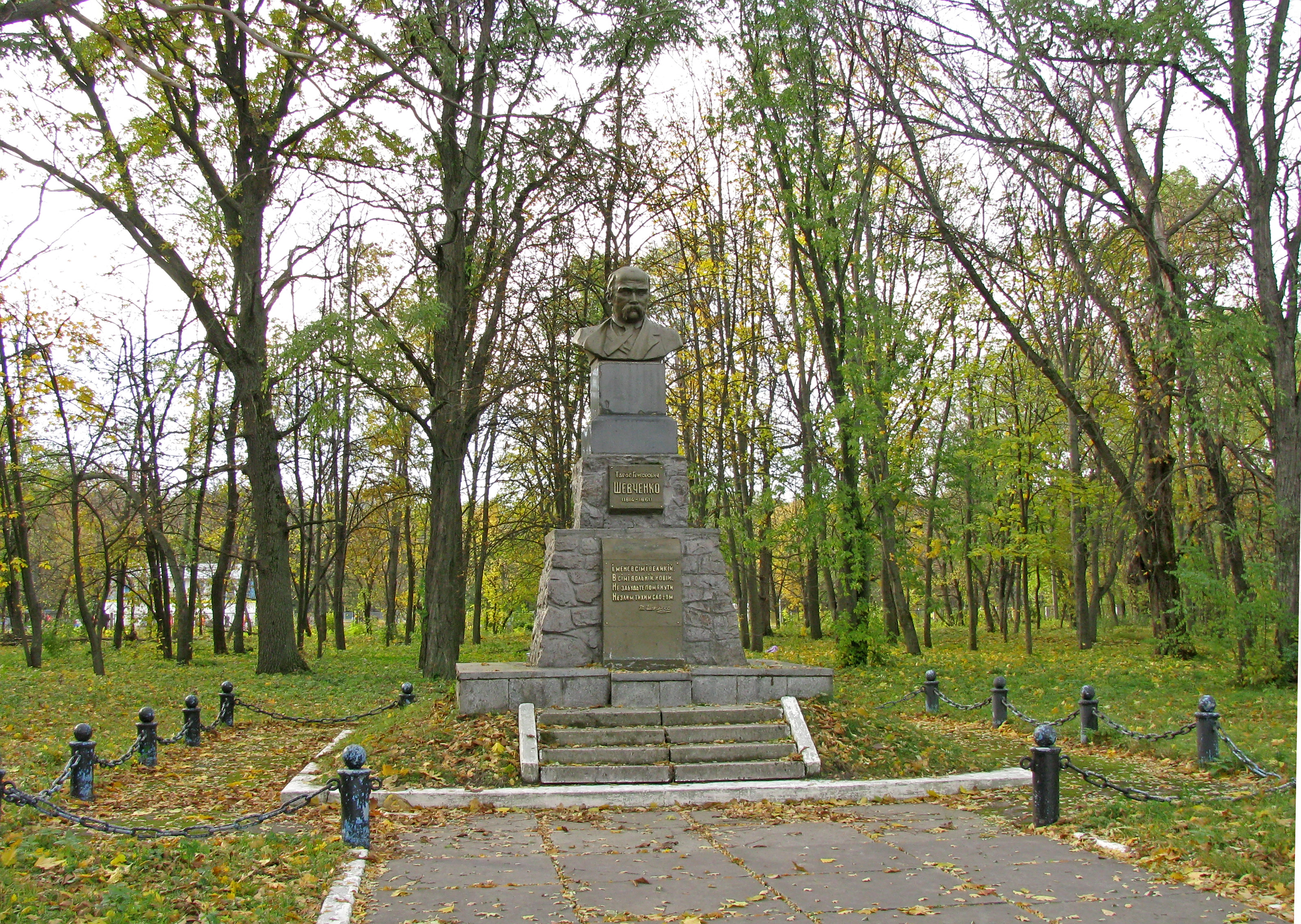
Памятник Тарасу Шевченко
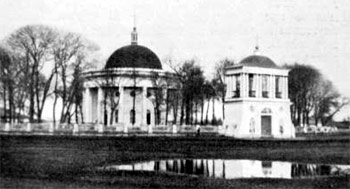
Свято-Троицкий Собор
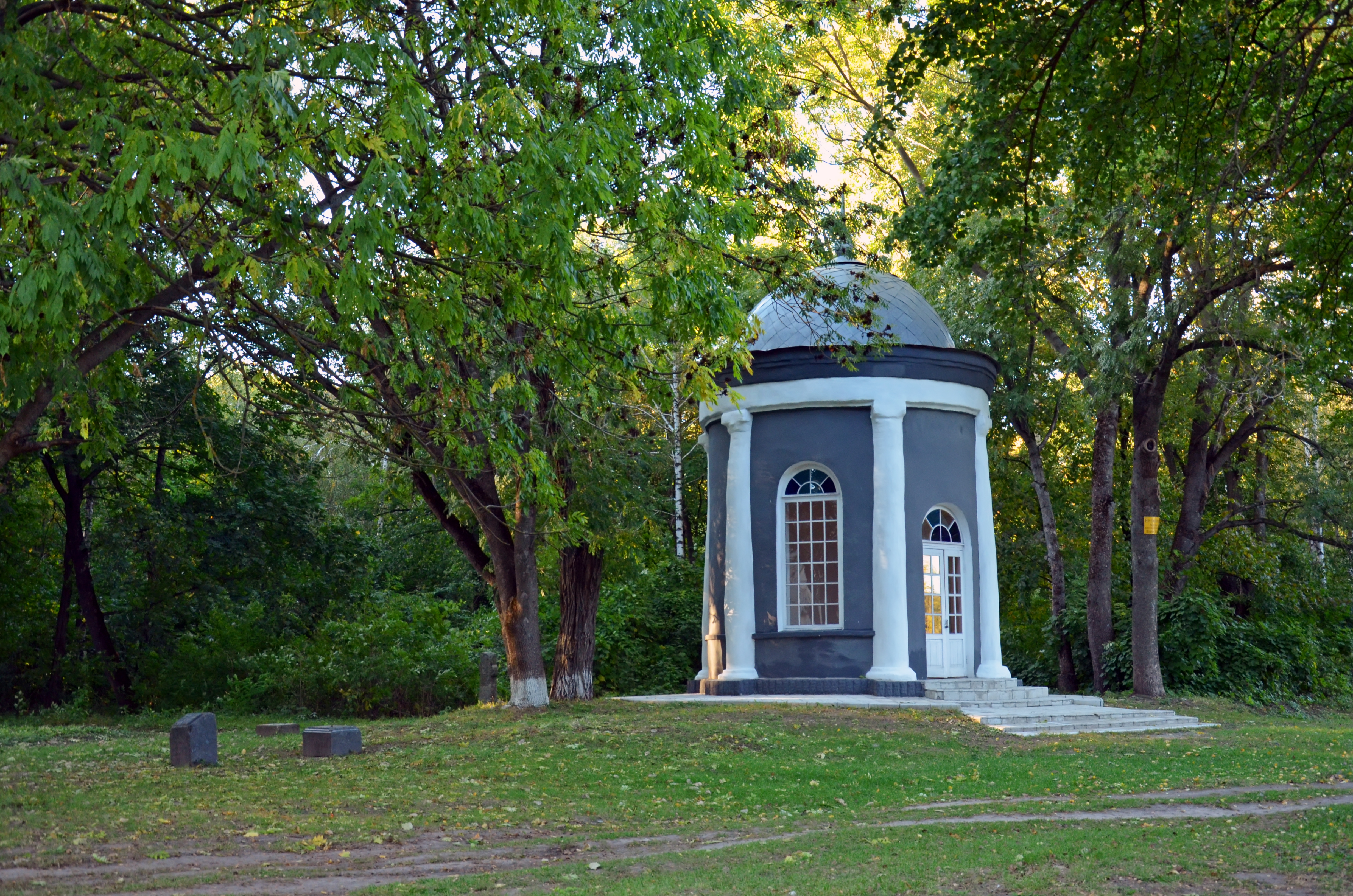
Региональный Яготинский ландшафтный парк
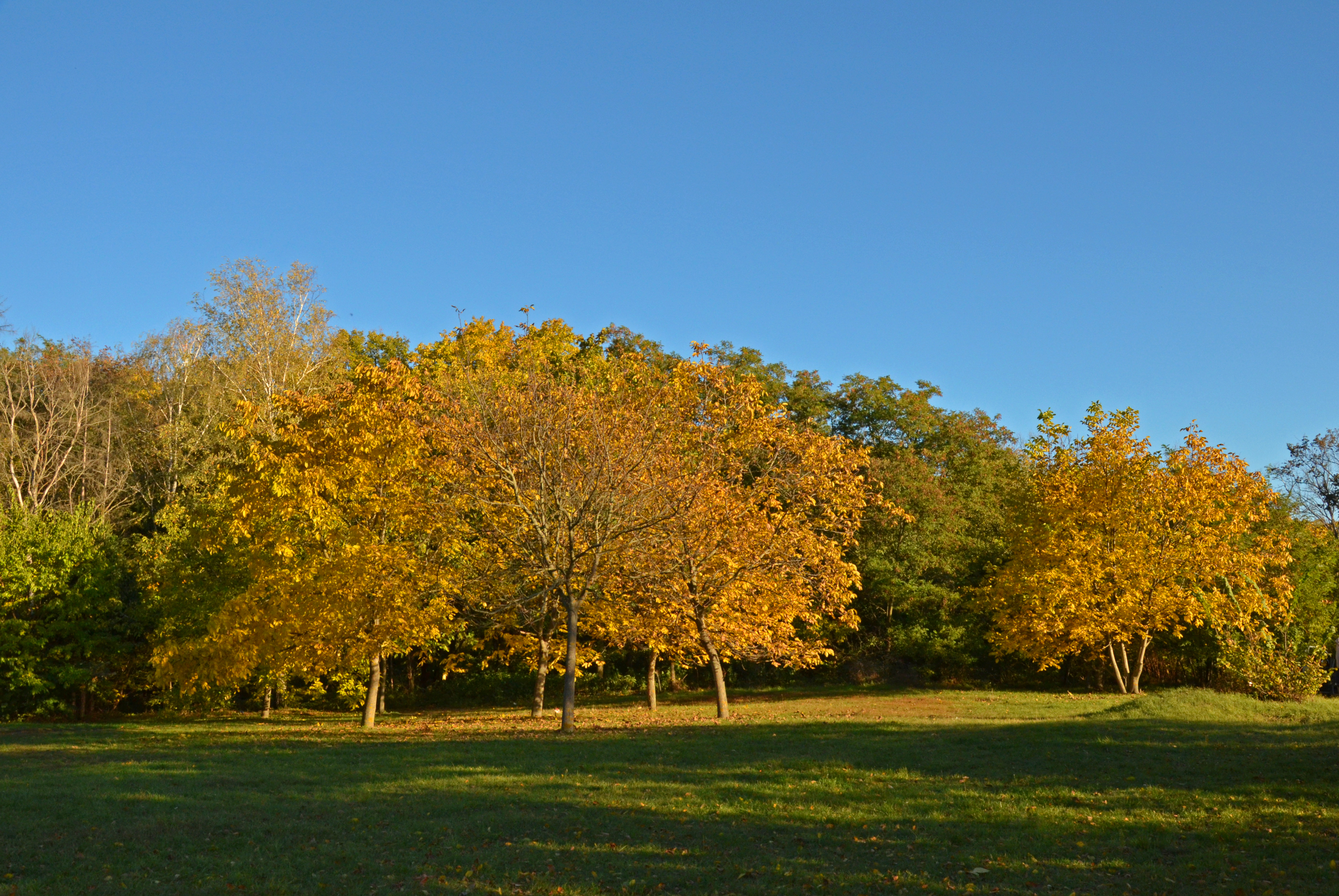
Региональный Яготинский ландшафтный парк
Памятник Святославу Рихтеру
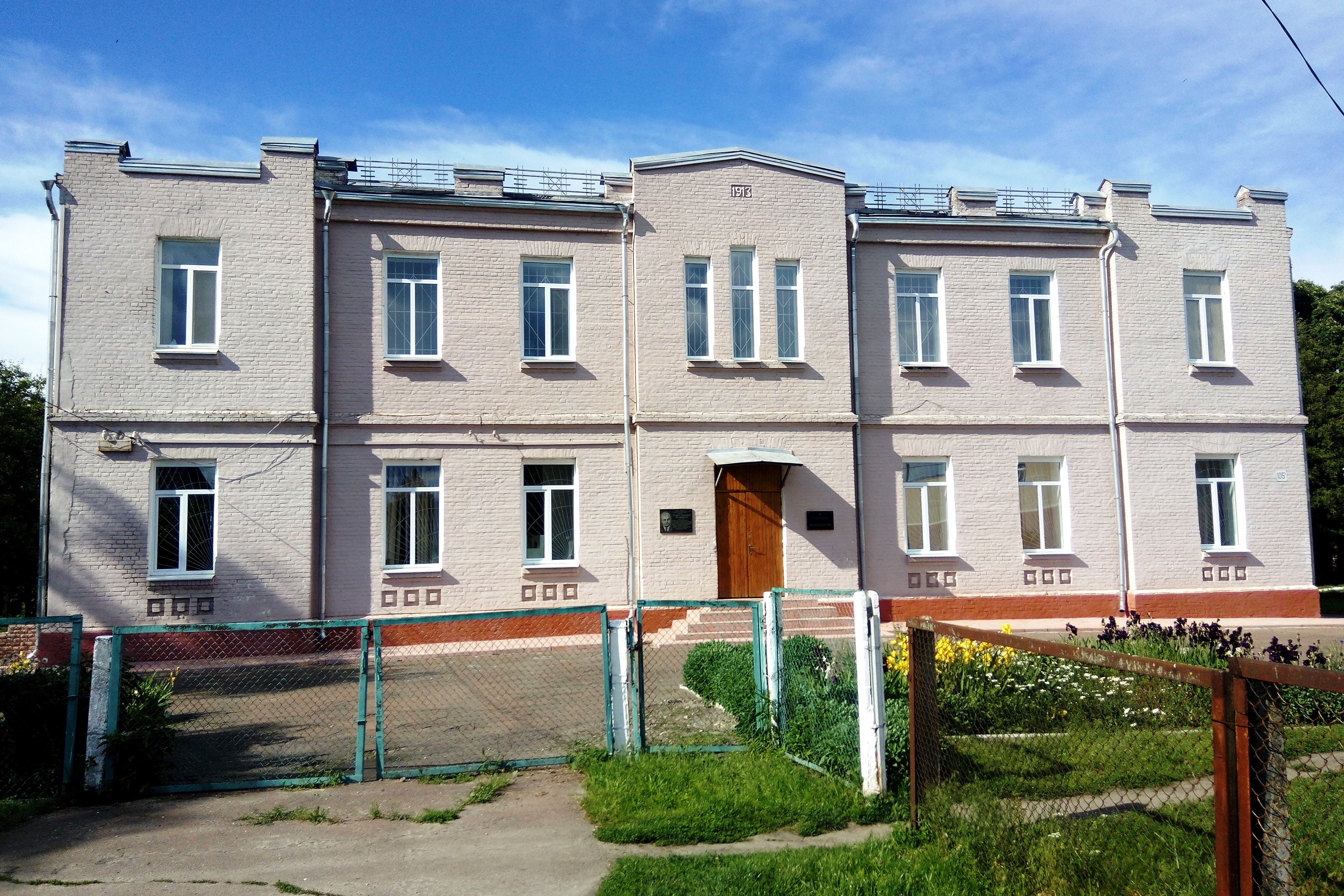
Музей этнографии